# Play (flygbolag)
Play (marknadsfört som PLAY) är ett isländskt lågprisflygbolag baserat i Reykjavík.
I juli 2019 tillkännagav två tidigare WOW air-chefer, Arnar Már Magnússon och Sveinn Ingi Steinþórsson bildandet av ett nytt flygbolag, inledningsvis kallat WAB air ("We Are Back"). Företaget hade som mål att trafikera sex flygplan till 14 destinationer i Europa och USA, med ett mål på en miljon passagerare under det första året. I november 2019 bytte WAB air namn till PLAY och rekrytering av driftpersonal inleddes. Flygbolaget meddelade att det skulle hyra två Airbus A321 konfigurerade för 200 passagerare och flyga till sex europeiska destinationer under vintern 2019–2020. Flygplanen planerades att lackas i rött.
Verksamheten inleddes med en första flygning från Keflavík International Airport till London Stansted Airport den 24 juni 2021.

## Flotta
I juli 2022 bestod Plays flotta av följande flygplan:
| Flygplan       | Antal | Order | Passagerare | Noteringar                       |
| -------------- | ----- | ----- | ----------- | -------------------------------- |
| Airbus A320neo | 3     | 3     | 174         | Leveranser till 2023.            |
| Airbus A320neo | 3     | 3     | 180         | Leveranser till 2023.            |
| Airbus A321neo | 3     | 1     | 192         | Omkonfigureras till 214 platser. |
| Totalt         | 6     | 4     |             |                                  |